# Bulusan (Sorsogon)
Bulusan is een gemeente in de Filipijnse provincie Sorsogon in het zuidoosten van het eiland Luzon. Bij de laatste census in 2007 had de gemeente ruim 21 duizend inwoners.

## Geografie

### Bestuurlijke indeling
Bulusan is onderverdeeld in de volgende 24 barangays:
| - Bagacay - Central - Cogon - Dancalan - Dapdap - Lalud - Looban - Mabuhay - Madlawon - Poctol - Porog - Sabang | - Salvacion - San Antonio - San Bernardo - San Francisco - San Isidro - San Jose - San Rafael - San Roque - San Vicente - Santa Barbara - Sapngan - Tinampo |

## Demografie
Bulusan had bij de census van 2007 een inwoneraantal van 21.374 mensen. Dit zijn 905 mensen (4,4%) meer dan bij de vorige census van 2000. De gemiddelde jaarlijkse groei komt daarmee uit op 0,60%, hetgeen lager is dan het landelijk jaarlijks gemiddelde over deze periode (2,04%). Vergeleken met de census van 1995 is het aantal mensen met 1.873 (9,6%) toegenomen.

De bevolkingsdichtheid van Bulusan was ten tijde van de laatste census, met 21.374 inwoners op 96,3 km², 222 mensen per km².